# 12169 Munsterman
12169 Munsterman è un asteroide della fascia principale. Scoperto nel 1977, presenta un'orbita caratterizzata da un semiasse maggiore pari a 2,2109122 UA e da un'eccentricità di 0,0230411, inclinata di 4,34848° rispetto all'eclittica.